# Valbjarnarvöllur
Het Valbjarnarvöllur (ook bekend onder de naam Eimskipsvöllurinn, vanwege de sponsor) is een multifunctioneel stadion in Reykjavik, de hoofdstad van IJsland. Het stadion heette tussen 2014 en 2016 Valbjarnarvöllur Þróttarvöllur.
Het stadion wordt vooral gebruikt voor voetbalwedstrijden, de voetbalclub Þróttur Reykjavík maakt gebruik van dit stadion. In het stadion is plaats voor 5.478 toeschouwers. Het stadion werd geopend in 2005. En gebouwd tussen 2004 en 2005. Er is een tribune, aan de oostzijde.
Het stadion staat naast een groter stadion, het Laugardalsvöllur.